# Batalla de Vouillé

En azul, campañas francas contra los visigodos 507-509.

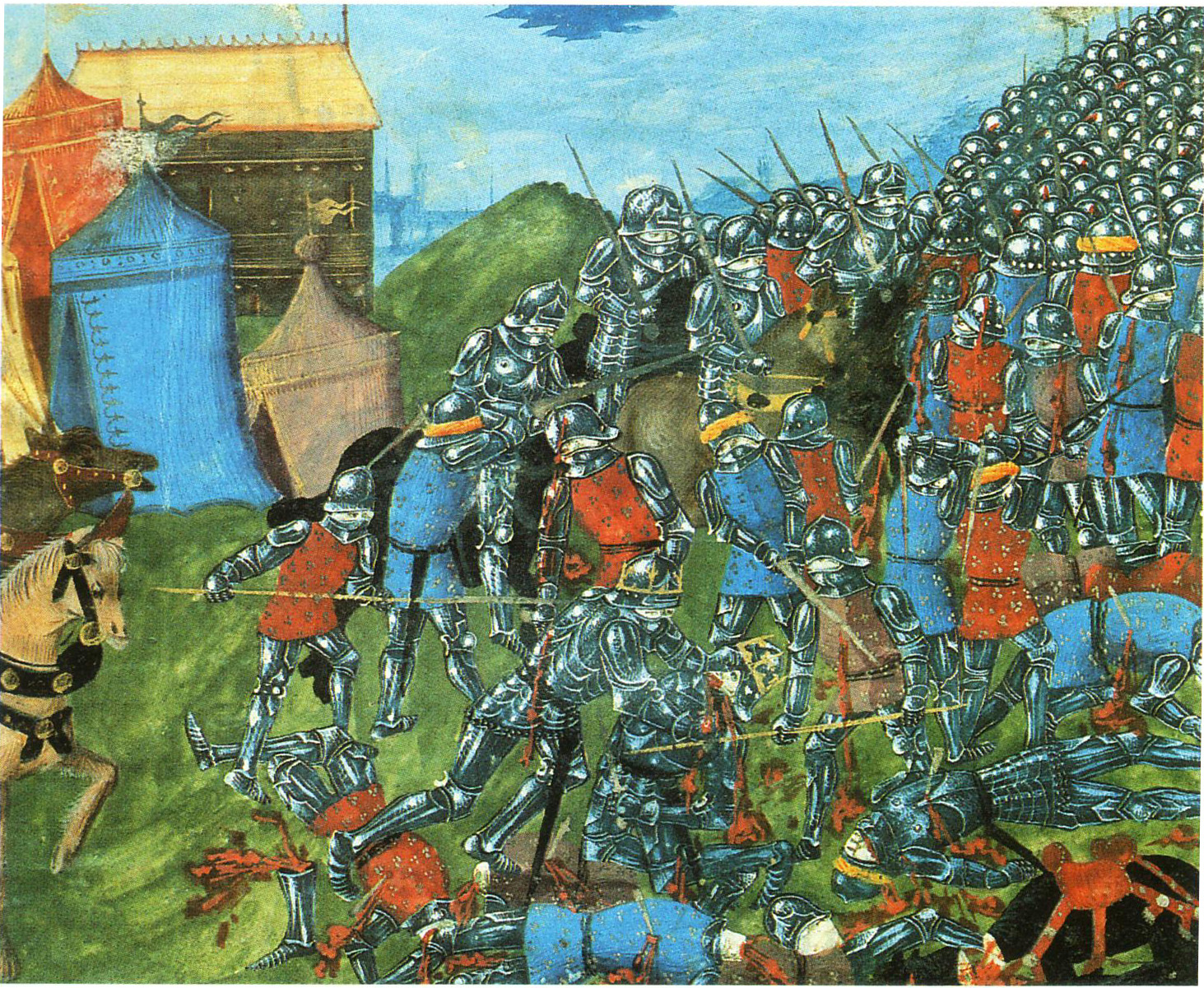
Clodoveo matando a Alarico II en la batalla de Vouillé. Miniatura del.

La batalla de Vouillé (en latín, Campus Vogladensis) fue una batalla decisiva por el control de la Galia entre visigodos y francos ocurrida en la primavera de 507. Se libró en las marcas septentrionales del territorio visigodo, en Vouillé, cerca de Poitiers.
Como consecuencia, acabó con la presencia visigoda al norte de los Pirineos a excepción de la región de Septimania.

## Causas
Clodoveo I, rey de los francos, trataba de construir un poder político unificado, extendiéndose, a imitación de los romanos, por el norte y el este de la Galia. Para lograrlo, primeramente venció al patricio galorromano Siagrio en Soissons, que había establecido su reino entre el Sena y el Loira, reuniendo estos territorios bajo su cetro. Continuó la expansión hacia el norte, derrotando a los alamanes en la batalla de Tolbiac.
Pero una de las claves de su éxito fue su conversión al catolicismo , promesa que había hecho a su esposa Clotilde bajo la condición de la victoria en la mencionada batalla de Tolbiac. De esta manera, Clodoveo se aseguraba el respaldo de la alta aristocracia galorromana y de las poblaciones católicas dispersas por su reino. Esto le daba ventaja frente a otros pueblos germánicos, de confesión arriana, que mantenían tensas relaciones con aquellos en sus respectivos territorios. En el año 500, Clodoveo atacó a los burgundios, anexionándose Dijon. Clodoveo, una vez conquistados los territorios del este y el norte, sintió que la única traba a su dominio total de la Galia era el Reino visigodo de Tolosa, que controlaba todo el sur y contaba con el apoyo de los ostrogodos, al haberse casado Alarico II, el rey visigodo, con una hija de su cuñado el rey ostrogodo Teodorico el Grande, llamada Teodegonda.

## Treguas dudosas
Rápidamente surgieron tensiones militares entre ambos reinos, que Alarico trató de aliviar, consciente de la solidez del reino franco, reuniéndose con Clodoveo en Amboise, una isla neutral del Loira. Allí, con la mediación de Teodorico, se pactó el establecimiento del río Loira como frontera. Para apaciguar a Clodoveo, Alarico le entregó a Siagrio, quien se había refugiado en Tolosa tras su derrota en Soissons. El rey franco mandó decapitarlo.
Alarico aprovechó la tregua para reforzar sus relaciones con la población nativa e integrarla en la vida del Estado. Para contentar a la población católica, sin desligarse de los arrianos, Alarico frenó la persecución contra los católicos impulsada por su padre, Eurico. Sin embargo, esta medida llegó demasiado tarde y no logró hacer olvidar los anteriores asesinatos de los obispos de Tours y Bearn.
Otro factor a favor de Clodoveo era la mejor preparación de su ejército, curtido en continuas batallas contra Siagrio, los alamanes o los burgundios, mientras que los visigodos se habían limitado militarmente a sofocar revueltas campesinas y a arrinconar a los suevos en Galicia y el norte de Portugal.

## Desarrollo de la batalla
En la primavera del año 507, el ejército franco cruzó el río Loira en dirección a Poitiers, bajo el mando de Clodoveo I y de su hijo mayor Teodorico. El ejército visigodo marchó por el norte para cortarles el paso con la esperanza de que los refuerzos ostrogodos llegaran a tiempo. La batalla se libró en la llanura de Vouillé, a unos 15 km de Poitiers. Clodoveo se presentó con 40 000 hombres, 10 000 de ellos buenos jinetes. El ejército visigodo contaba con 50 000 soldados, poco entrenados sin embargo. Se inició una terrible lucha cuerpo a cuerpo, hasta que el rey franco mató al rey visigodo Alarico II en combate singular. Tal como pasó en la batalla de Tolbiac contra los alamanes, la muerte del rey dictó la desbandada de los visigodos, que acabaron masacrados por los francos. Solamente la intervención in extremis de sus hermanos ostrogodos permitió que los visigodos pudieran huir hacia Hispania.

## Armamento
Los medios técnicos de ambos ejércitos eran muy similares. Como armas ofensivas, usaban espadas de tres longitudes diferentes —45, 80 o 90 cm— y lanzas que, imitando las tácticas romanas, podían arrojarse contra el enemigo durante la carga. Ambos contaban con arcos y flechas, pero los francos disponían de sus famosas «franciscas», hachas que se usaban tanto a pie como a modo de arma arrojadiza. En cuanto a las armas defensivas, utilizaban los escudos de madera y cuero con una pieza metálica puntiaguda en el centro (umbo), además de los yelmos y las corazas.

## Consecuencias
Esta victoria abrió a Clodoveo I el camino hacia el sur; conquistó Toulouse, hasta entonces capital de los visigodos, Aquitania, Gascuña y Limosín. A más largo plazo, también condicionó el establecimiento definitivo de los Pirineos como frontera entre la Galia, que se convertiría en Francia, y la Hispania visigoda, así como el traslado de la capital visigoda de Tolosa a Toledo.